# Joaquim Pinto Neto dos Reis
Joaquim Pinto Neto dos Reis, primeiro barão com grandeza de Carapebus, (Campos dos Goytacazes, ? – Rio de Janeiro, 12 de março de 1867) foi um advogado e militar brasileiro, exercendo o posto de tenente-coronel comandante da Guarda Nacional. Formado em Coimbra, exercia diversas funções na corte imperial, como guarda-roupa honorário.

## Biografia
Foi um dos "barões do açúcar" que receberam Dom Pedro II em sua primeira visita ao norte da província do Rio de Janeiro em 1847.
Moço Fidalgo da Casa Imperial, recebeu as comendas das imperiais ordens da Rosa e de Cristo. Elevado a barão por decreto de 2 de dezembro de 1854, o título faz referência à cidade de Carapebus, antigo distrito fluminense de Macaé, onde a baronesa consorte de Carapebus possuía familiares, terras e negócios, mas nunca residiu.
Foi um rico proprietário e senhor de escravos em Campos dos Goytacazes, onde era dono da histórica Fazenda do Beco, cujo solar (atual Asilo do Carmo) é citado pelo historiador Alberto Frederico de Moraes Lamego como "uma das mais perfeitas construções solarengas do Brasil". A família Pinto Neto protegeu o famoso artista plástico francês Clóvis Arrault, estabelecido em Campos no século XIX, sendo os barões de Carapebus e outros membros da família retratados por Arrault em obras preservadas na "Collecção D. Rosa Joaquina", em Macaé.
Filho do Guarda Mór Bernardo Pinto Neto da Silva e de Ana Maria Pereira; era primo do Barão de Muriaé. Casou-se com Antônia Joaquina Alves da Cruz, feita baronesa consorte de Carapebus, mulher abastada com bens no município de Macaé, com a qual teve três filhos:
1. Maria Pinto Neto da Cruz, "Marrequinha Carapebus", única mulher agraciada com uma honraria (Dama Honorária do Palácio) durante a primeira viagem de Dom Pedro II a Campos, em 1847; casada com seu primo Manuel Pinto Neto da Cruz Filho, engenheiro, filho primogênito do barão e da viscondessa de Muriaé. Sem descendência.
2. Ana Pinto Neto da Cruz, "Aninha", casada com Manuel Jacinto Nogueira da Gama, filho do conde de Baependi. Com descendência.
3. Antônio Dias Coelho Neto dos Reis, "Totonho", conde de Carapebus, casado com Francisca Jacinta Nogueira da Gama, filha do conde de Baependi. Foram pais de Antônio, José Inácio (conde de Carapebus pelo Vaticano) e Francisca (viscondessa de Tourinho in memoriam).